# Serbia Challenger Open 2021
Il Serbia Challenger Open 2021 è stato un torneo di tennis professionistico giocato su campi in terra rossa. È stata la nona edizione del torneo e faceva parte della categoria Challenger 125 nell'ambito dell'ATP Challenger Tour 2021 e la 1ª del femminile, facente parte della categoria WTA 125 del WTA Challenger Tour 2021. I tornei si sono svolti al Novak Tennis Center di Belgrado, in Serbia, quello maschile dal 12 al 18 aprile 2021, mentre quello femminile dal 26 al 31 luglio 2021.

## Partecipanti ATP

### Teste di serie
| Nazionalità | Giocatore               | Ranking* | Testa di serie |
| ----------- | ----------------------- | -------- | -------------- |
| Spagna      | Roberto Carballés Baena | 98       | 1              |
| Argentina   | Facundo Bagnis          | 104      | 2              |
| Colombia    | Daniel Elahi Galán      | 110      | 3              |
| Germania    | Philipp Kohlschreiber   | 112      | 4              |
| Argentina   | Francisco Cerúndolo     | 114      | 5              |
| Giappone    | Tarō Daniel             | 117      | 6              |
| Bolivia     | Hugo Dellien            | 121      | 7              |
| Francia     | Benjamin Bonzi          | 125      | 8              |

* Ranking al 5 aprile 2021.

### Altri partecipanti
I seguenti giocatori hanno ricevuto una wild card per il tabellone principale:
- Peđa Krstin
- Hamad Međedović
- Marko Miladinović

Il seguente giocatore è entrato in tabellone come special exempt:
- Blaž Rola

I seguenti giocatori sono passati dalle qualificazioni:
- Matthias Bachinger
- Elliot Benchetrit
- Alessandro Giannessi
- Marco Trungelliti

## Partecipanti WTA singolare

### Teste di serie
| Nazionalità | Giocatore        | Ranking* | Testa di serie |
| ----------- | ---------------- | -------- | -------------- |
| Russia      | Anna Blinkova    | 83       | 1              |
| Paesi Bassi | Arantxa Rus      | 85       | 2              |
| Russia      | Varvara Gračëva  | 89       | 3              |
| Germania    | Andrea Petković  | 97       | 4              |
| Italia      | Martina Trevisan | 102      | 5              |
| Slovenia    | Kaja Juvan       | 107      | 6              |
| Romania     | Irina Maria Bara | 116      | 7              |
| Bulgaria    | Viktorija Tomova | 117      | 8              |

* Ranking del 19 luglio 2021

### Altre partecipanti
Le seguenti giocatrici hanno ricevuto una wild-card per il tabellone principale:
- Tena Lukas
- Lola Radivojević
- Iva Šepa
- Draginja Vuković

Le seguenti giocatrici sono passate dalle qualificazioni:
- Jessika Ponchet
- Camilla Rosatello
- Tara Würth
- Ekaterina Jašina

### Ritiri
- Ana Bogdan → sostituita da  Tereza Mrdeža
- Elisabetta Cocciaretto → sostituita da  Lesja Curenko
- Zarina Dijas → sostituita da  Vol'ha Havarcova
- Océane Dodin → sostituita da  Amandine Hesse
- Sara Errani → sostituita da  Jaqueline Cristian
- Viktorija Golubic → sostituita da  Rebecca Šramková
- Polona Hercog → sostituita da  Jule Niemeier
- Anna Kalinskaja → sostituita da  Andrea Petković
- Jasmine Paolini → sostituita da  Jana Fett
- Elena-Gabriela Ruse → sostituita da  Panna Udvardy
- Aljaksandra Sasnovič → sostituita da  Isabella Šinikova
- Patricia Maria Țig → sostituita da  Susan Bandecchi
- Stefanie Vögele → sostituita da  Olga Danilović

## Partecipanti WTA doppio

### Teste di serie
| Nazionalità | Giocatore         | Nazionalità | Giocatore          | Ranking* | Testa di serie |
| ----------- | ----------------- | ----------- | ------------------ | -------- | -------------- |
| Russia      | Natela Dzalamidze | Georgia     | Oksana Kalašnikova | 251      | 1              |
| Bielorussia | Vol'ha Havarcova  | Bielorussia | Lidzija Marozava   | 355      | 2              |
| Norvegia    | Ulrikke Eikeri    | Ungheria    | Panna Udvardy      | 378      | 3              |
| Francia     | Estelle Cascino   | Italia      | Camilla Rosatello  | 382      | 4              |

* Ranking del 19 luglio 2021

### Altre partecipanti
Le seguenti giocatrici hanno ricevuto una wild-card per il tabellone principale:
- Elena Milovanović /  Lola Radivojević

## Punti e montepremi

### Torneo maschile
| Torneo    | Torneo              | V      | F      | SF    | QF    | 2T    | 1T    | Q | Q2  | Q1  |
| Singolare | Punti               | 125    | 75     | 45    | 25    | 10    | 0     | 5 | 2   | 0   |
| Singolare | Premi in denaro (€) | 18 290 | 10 770 | 6 370 | 3 710 | 2 180 | 1 320 | – | 660 | 330 |
| Doppio    | Punti               | 125    | 75     | 45    | 25    | –     | 0     | – | –   | –   |
| Doppio    | Premi in denaro (€) | 7 870  | 4 570  | 2 740 | 1 630 | –     | 920   | – | –   | –   |

## Campioni

### Singolare maschile
Roberto Carballés Baena ha sconfitto in finale  Damir Džumhur con il punteggio di 6-4, 7-5.

### Singolare femminile
Anna Karolína Schmiedlová ha sconfitto in finale  Arantxa Rus con il punteggio di 6-3, 6-3.

### Doppio maschile
Guillermo Durán /  Andrés Molteni hanno sconfitto in finale  Tomislav Brkić /  Nikola Ćaćić con il punteggio di 6-4, 6-4.

### Doppio femminile
Vol'ha Havarcova /  Lidzija Marozava hanno sconfitto in finale  Alëna Fomina /  Ekaterina Jašina con il punteggio di 6-2, 6-2.